# Bru (Stoumont)
Pour les articles homonymes, voir Bru.
Bru est un hameau belge de la Région wallonne situé en province de Liège dans la commune de Stoumont.
Avant la fusion des communes, ce hameau faisait partie de la commune de Chevron.

## Situation
Ce hameau ardennais composé d'une dizaine d'habitations se situe dans un environnement boisé entre les villages de Lorcé, Chevron et Werbomont. 

## Source de Bru
Déjà connue par les Romains au Ier siècle de notre ère, la source de Bru a fait l'objet d'une exploitation industrielle depuis 1903. L'eau minérale qui y est extraite est naturellement pétillante. L'usine d'embouteillage a été déplacée en 2001 au-dessus du village de Lorcé rendant au hameau sa quiétude d'antan.